# Chiesa di San Carlo (Ferrara)
La chiesa di San Carlo Borromeo (o Santuario di San Carlo Borromeo) si trova a Ferrara in corso della Giovecca 19.

## Storia
Si tratta dell'unica chiesa completamente barocca della città. Fu progettata da Giovan Battista Aleotti detto l'Argenta, con il concorso del cardinale Carlo Emanuele Pio di Savoia, in sostituzione di un oratorio dedicato ai santi Filippo e Giacomo. La chiesa fu edificata tra il 1612 e il 1623.
In regime napoleonico il 4 agosto 1808 la chiesa venne assegnata all'arcispedale Sant'Anna, che ne è tuttora il proprietario.
La chiesa, di proprietà dell'Azienda USL di Ferrara, è stata danneggiata dal terremoto dell'Emilia del 2012 e non è visitabile. Per ragioni di sicurezza sono state rimosse le statue un tempo collocate sul timpano della facciata. Nell'aprile del 2022 è stato completato l'intervento post terremoto, con opere strutturali e il restauro dell'intero ciclo pittorico del soffitto, per un costo di 700.000 Euro.

## Descrizione

### Esterno
La facciata imponente presenta due colonne composite, sulle quali poggia un architrave e un timpano spezzato con al centro lo scudo gentilizio del cardinale Carlo Pio di Savoia sorretto da due angeli. In quattro nicchie situate ai lati del portale sono ospitate le statue marmoree di San Carlo Borromeo, Sant'Antonio da Padova, Sant'Ambrogio e Sant'Agostino attribuite allo scultore veneto Angelo De Putti (1725 ca.).

### Interno

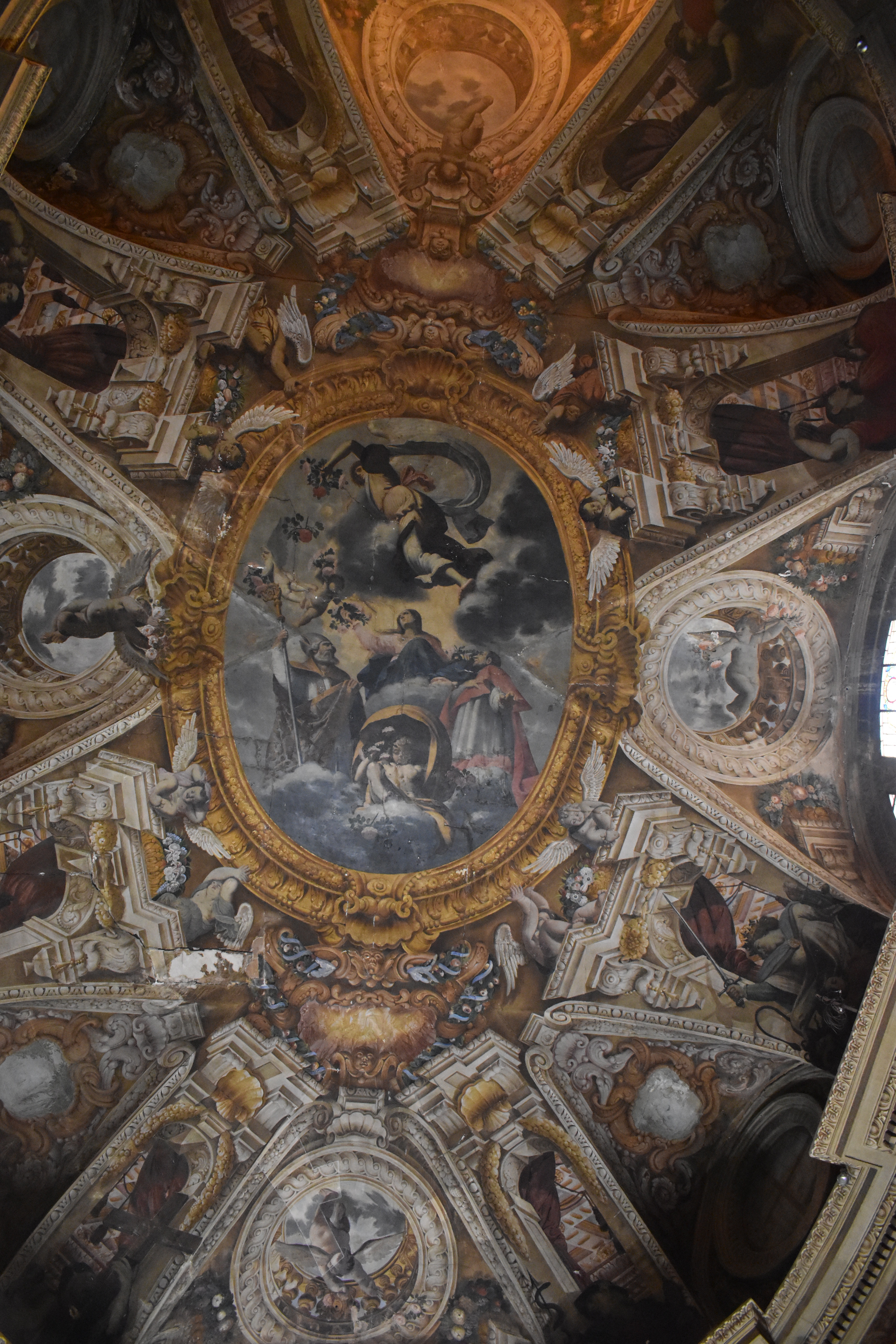
Giuseppe Avanzi, La Vergine in Gloria con i santi Maurelio e Carlo Borromeo

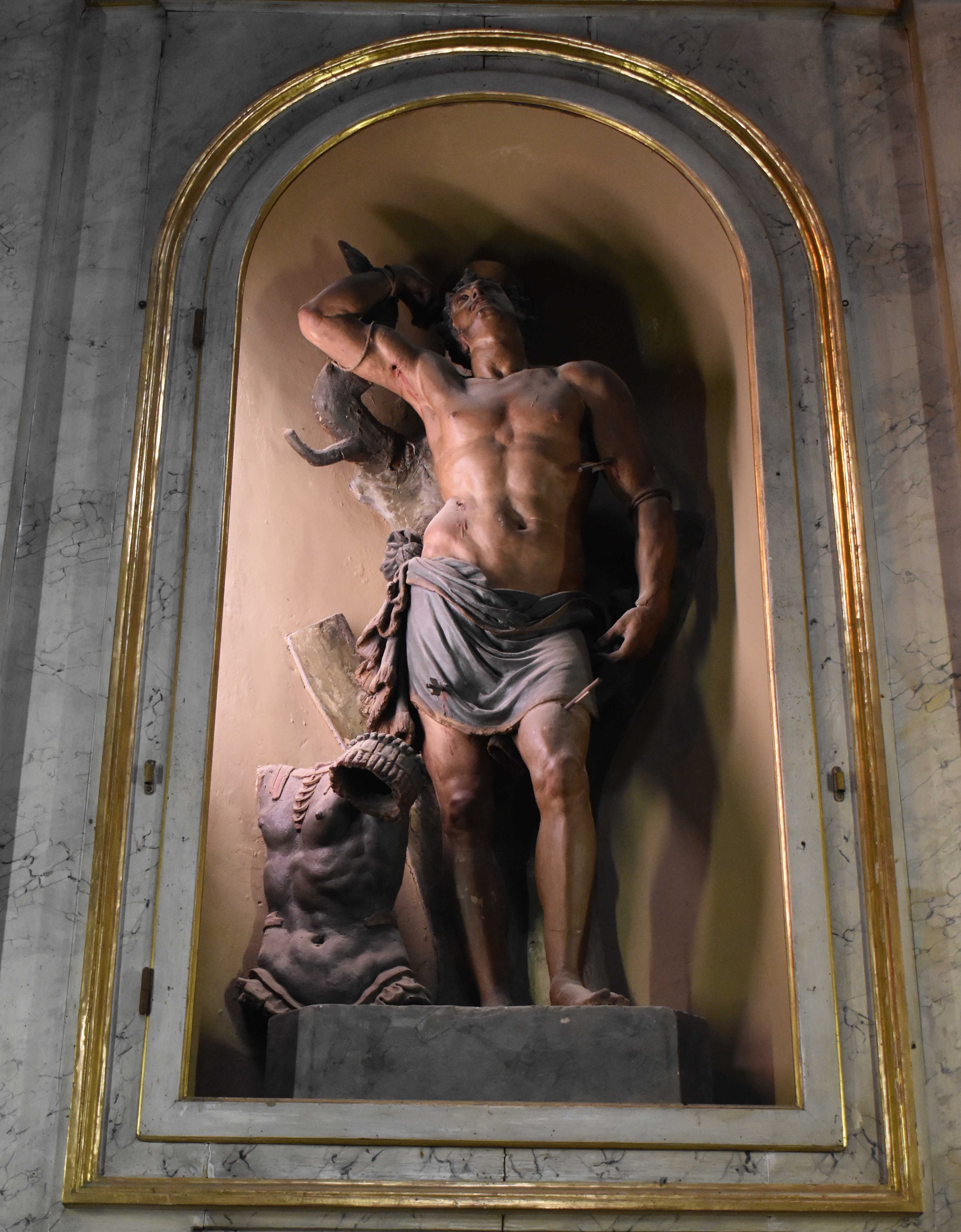
Orazio Grillenzoni, San Sebastiano

L'interno ha una singolare pianta ovale, con una decorazione scenografica e illusionistica. La volta è affrescata con quadrature di Giuseppe Menegatti con al centro La Vergine in Gloria con i santi Maurelio e Carlo Borromeo di Giuseppe Avanzi (1674).
Sopra la porta d'ingresso all'interno di una lunetta si trova il dipinto di Antonio Bonfanti detto il Torricella (attivo a Ferrara, notizie dal 1661) raffigurante l'Attentato a san Carlo Borromeo. Il dipinto è datato attorno 1630 - 1635 sulla base di due disegni di analogo soggetto realizzati dal Guercino, ora conservati presso la Royal Collection del Windsor Castle, con il quale è documentata la collaborazione del Torricella.
Nella nicchia dell'altare di sinistra della chiesa si conserva una statua in terracotta policroma raffigurante San Sebastiano realizzata nella seconda metà del Cinquecento dal pittore e scultore carpigiano Orazio Grillenzoni. La statua proviene da un altare della soppressa e poi demolita chiesa di Sant'Anna dell'Ospedale.

### Il Chiostro
Del complesso fa parte anche un chiostro, del Quattrocento, quindi antecedente la chiesa appartenuto al convento dei frati armeni di San Basilio ed inserito nel primo complesso ospedaliero di Sant'Anna fondato dal vescovo Giovanni Tavelli da Tossignano.